# Перу на летних Олимпийских играх 1936
Перу принимала участие в Летних Олимпийских играх 1936 года в Берлине (Германия) в первый раз за свою историю, но не завоевала ни одной медали.

## Результаты соревнований

### Баскетбол
Спортсменов — 13
| Игрок              | Дата рождения             | Игры |
| ------------------ | ------------------------- | ---- |
| Роландо Бачигалупо | 7 августа 1914 (21 год)   | 1    |
| Педро Вера         | ?                         | 0    |
| Мигель Годой       | 15 марта 1907 (29 лет)    | 1    |
| Хосе Карлос Годой  | 19 декабря 1911 (24 года) | 1    |
| Вилли Дассо        | 10 января 1917 (19 лет)   | 2    |
| Коко Карденас      | ?                         | 0    |
| Антонио Оре        | 7 ноября 1914 (26 лет)    | 2    |
| Роберто Роспильоси | ?                         | 0    |
| Армандо Росси      | 20 апреля 1915 (21 год)   | 2    |
| Фернандо Руис      | ?                         | 0    |
| Антонио Флеча      | 14 апреля 1912 (24 года)  | 1    |
| Мануэль Фьестас    | 25 декабря 1909 (26 лет)  | 2    |
| Луис Хакоб         | 13 августа 1912 (23 года) | 2    |

Главный тренер — Педро Вера
Первый отборочный раунд
| 7 августа 1936 17:00 | Протокол | Перу                            | 35:22 | Египет | Корт № 3, Берлин Судьи: T. Suvoong (Китайская Республика), V. Merrill (Германия), E. Zapp (Германия) |
| 7 августа 1936 17:00 | Протокол | Счёт по половинам: 17:6, 18:16. |       |        | Корт № 3, Берлин Судьи: T. Suvoong (Китайская Республика), V. Merrill (Германия), E. Zapp (Германия) |

Второй отборочный раунд
| 9 августа 1936 17:00 | Протокол | Перу                             | 29:21 | Китайская Республика (Тайвань) | Корт № 1, Берлин Судьи: Витторио Уголини (Италия), H. Kalshaus (Германия), F. Gornig (Германия) |
| 9 августа 1936 17:00 | Протокол | Счёт по половинам: 16:10, 13:11. |       |                                | Корт № 1, Берлин Судьи: Витторио Уголини (Италия), H. Kalshaus (Германия), F. Gornig (Германия) |

Четвертьфинал
| 12 августа 1936 18:00 |  | Польша | 2:0 | Перу | Корт № 5, Берлин |

Матчи за 5-8 места
| 13 августа 1936 18:00 |  | Уругвай | 2:0 | Перу | Теннисный стадион, Берлин |

Матч за 7-е место
| 14 августа 1936 15:00 |  | Италия | 2:0 | Перу | Теннисный стадион, Берлин |

### Велоспорт
Спортсменов — 4
Шоссе
| Спортсмены           | Результат | Место |
| -------------------- | --------- | ----- |
| Мануэль Бачигалупо   | —         | —     |
| Грегорио Калоджеро   | —         | —     |
| Хосе Маццини         | —         | —     |
| Сесар Пеньяранда     | —         | —     |
|                      |           |       |
| Командное первенство | —         | —     |

Трек
| Спортсмен    | Дисциплина    | Первый заезд              | Утешительный заезд                     | Второй заезд         | Третий заезд         | Полуфинал            | Финал                | Место                |
| ------------ | ------------- | ------------------------- | -------------------------------------- | -------------------- | -------------------- | -------------------- | -------------------- | -------------------- |
| Хосе Маццини | Спринт 1000 м | Карл Магнуссен (DEN) Пор. | Данк Грей (AUS) Тед Клейтон (RSA) Пор. | Завершил выступление | Завершил выступление | Завершил выступление | Завершил выступление | Завершил выступление |

### Лёгкая атлетика
Спортсменов — 9
Мужчины
| Дисциплина      | Спортсмены          | Первый раунд | Первый раунд | Четвертьфинал        | Четвертьфинал        | Полуфинал            | Полуфинал            | Финал                | Финал                |
| Дисциплина      | Спортсмены          | Результат    | Место        | Результат            | Место                | Результат            | Место                | Результат            | Место                |
| --------------- | ------------------- | ------------ | ------------ | -------------------- | -------------------- | -------------------- | -------------------- | -------------------- | -------------------- |
| 100 м           | Антонио Куба        | —            | 5            | Завершил выступление | Завершил выступление | Завершил выступление | Завершил выступление | Завершил выступление | Завершил выступление |
| 800 м           | Франсиско Вальдес   | —            | 7            |                      |                      | Завершил выступление | Завершил выступление | Завершил выступление | Завершил выступление |
| 800 м           | Карлос Марсенаро    | 2:00,8       | 6            |                      |                      | Завершил выступление | Завершил выступление | Завершил выступление | Завершил выступление |
| 1500 м          | Франсиско Вальдес   | —            | 10           |                      |                      |                      |                      | Завершил выступление | Завершил выступление |
| Марафон         | Габриэль Мендоса    |              |              |                      |                      |                      |                      | 2:57:17,8            | 35                   |
| Марафон         | Гильермо Суарес     |              |              |                      |                      |                      |                      | 3:08:18,0            | 35                   |
| Марафон         | Хосе Фариас         |              |              |                      |                      |                      |                      | 3:33:24,0            | 42                   |
| Прыжки в длину  | Макс Берендсон      | —            | —            |                      |                      |                      |                      | Завершил выступление | Завершил выступление |
| Прыжки в длину  | Карлос де ла Гуэрра | —            | —            |                      |                      |                      |                      | Завершил выступление | Завершил выступление |
| Прыжки с шестом | Гильермо Чиричиньо  | 3 м 50 см    | 29           |                      |                      |                      |                      | Завершил выступление | Завершил выступление |

### Плавание
Спортсменов — 3
Мужчины
| Дисциплина           | Спортсмены                | Первый раунд | Первый раунд | Полуфинал            | Полуфинал            | Финал                | Финал                |
| Дисциплина           | Спортсмены                | Результат    | Место        | Результат            | Место                | Результат            | Место                |
| -------------------- | ------------------------- | ------------ | ------------ | -------------------- | -------------------- | -------------------- | -------------------- |
| 100 м вольным стилем | Артуро Альварес-Кальдерон | 1:04,9       | 7            | Завершил выступление | Завершил выступление | Завершил выступление | Завершил выступление |
| 100 м вольным стилем | Хуан Пас                  | 1:05,6       | 7            | Завершил выступление | Завершил выступление | Завершил выступление | Завершил выступление |
| 400 м вольным стилем | Вальтер Ледгард           | 5:05,5       | 2            | DNS                  | —                    | Завершил выступление | Завершил выступление |

### Прыжки в воду
Мужчины
| Дисциплина        | Спортсмен                   | Обязательные прыжки | Обязательные прыжки | Обязательные прыжки | Обязательные прыжки | Обязательные прыжки | Произвольные прыжки | Произвольные прыжки | Произвольные прыжки | Произвольные прыжки | Произвольные прыжки | Результат | Место |
| Дисциплина        | Спортсмен                   | 1                   | 2                   | 3                   | 4                   | 5                   | 1                   | 2                   | 3                   | 4                   | 5                   | Результат | Место |
| ----------------- | --------------------------- | ------------------- | ------------------- | ------------------- | ------------------- | ------------------- | ------------------- | ------------------- | ------------------- | ------------------- | ------------------- | --------- | ----- |
| Трамплин, 3 метра | Альфредо Альварес-Кальдерон | 10.80               | 8.84                | 7.98                | 11.52               | 6.15                | Не стартовал        | Не стартовал        | Не стартовал        | Не стартовал        | Не стартовал        | —         | —     |

### Современное пятиборье
| Спортсмен      | Скачки | Скачки | Фехтование           | Фехтование           | Стрельба             | Стрельба             | Плавание             | Плавание             | Бег                  | Бег                  | Сумма | Место |
| Спортсмен      | Очки   | Место  | Очки                 | Место                | Очки                 | Место                | Очки                 | Место                | Очки                 | Место                | Сумма | Место |
| -------------- | ------ | ------ | -------------------- | -------------------- | -------------------- | -------------------- | -------------------- | -------------------- | -------------------- | -------------------- | ----- | ----- |
| Хосе Эскрибенс | DSQ    | —      | Завершил выступление | Завершил выступление | Завершил выступление | Завершил выступление | Завершил выступление | Завершил выступление | Завершил выступление | Завершил выступление | —     | —     |

### Стрельба
| Соревнование             | Спортсмен     | Финал     | Финал |
| Соревнование             | Спортсмен     | Результат | Место |
| ------------------------ | ------------- | --------- | ----- |
| Винтовка лёжа, 50 метров | Хорхе Патиньо | 287       | 51    |

### Футбол
Спортсменов — 22